# Heliolonche carolus
Heliolonche carolus là một loài bướm đêm trong họ Noctuidae.